# Herb Limanowej
Herb Limanowej – jeden z symboli miasta Limanowa w postaci herbu.

## Wygląd i symbolika
Herb przedstawia na czerwonej tarczy herbowej dąb o brązowym pniu i zielonych liściach, z jego prawej strony złoty róg myśliwski, z lewej topór o srebrnym ostrzu w słup. Róg myśliwski nawiązuje do herbu Trąby założycieli miasta, Jordanowskich. Herbem Topór z kolei pieczętował się ród Tęczyńskich, być może ten element herbu jest śladem jakichś koligacji rodzinnych Tęczyńskich z Jordanowskimi. Godło herbu znane jest od końca XVI wieku. Z końca XVIII wieku pochodzi rzeźbiony herb Limanowej, którego tarcza dzieli się na trzy pola: czerwone z toporem, żółte z rogiem i niebieskie z zielonym drzewem. Wersja ludowa pochodzenia herbu, mówiąca iż elementy herbu nawiązują do karczowania puszczy (dąb, topór) w której odbywały się polowania (róg myśliwski) nie wydaje się być prawdopodobna.

## Historia
Najstarszy wizerunek herbu Limanowej spotykamy na pieczęci pochodzącej z końca XVI stulecia. Potwierdzony przez Ministerstwo Spraw Wewnętrznych RP 24 maja 1938.